# Trattato di Lahore
Il trattato di Lahore del 9 marzo 1846 fu il trattato di pace che segnò la fine della prima guerra anglo-sikh. Fu concluso, per i britannici, dal governatore generale Henry Hardinge e da due ufficiali della Compagnia britannica delle Indie orientali e, per i sikh, dal settenne maharaja Duleep Singh e da sette membri dell'Hazara, il territorio a sud del fiume Sutlej, e del Bist Doāb, tra i fiumi Sutlej e Beas.

## Contesto
Nel 1839, alla morte del maharaja Ranjit Singh, l'Impero Sikh cadde in preda ai disordini interni. Tale situazione di instabilità mise in allarme i britannici, che vedevano nell'Impero Sikh uno stato cuscinetto a protezione dei territori sotto il loro controllo dalle minacce di invasione dal nord. Atti provocatori sia da parte britannica sia da parte sikh fecero salire la tensione. Il 13 dicembre 1845 Hardinge emise un proclama con il quale dichiarava guerra ai sikh.
I britannici, che rischiarono di perdere la prima guerra anglo-sikh con la sconfitta subìta nella battaglia di Ferozeshah, alla fine ebbero il sopravvento. Dopo la vittoria nella battaglia di Sobraon i britannici marciarono senza trovare opposizione verso la capitale dell'Impero Sikh, Lahore, che fu occupata il 22 febbraio 1846. Durante la guerra i britannici ebbero il sostegno del raja di Jammu, Gulab Singh, della dinastia Dogra.
Il 9 marzo 1846 fu firmato e ratificato il trattato di Lahore.

## Trattato di Lahore
Sulla base dei poteri conferitigli da Hardinge, il trattato di pace fu negoziato e redatto da Frederick Currie, assistito per le questioni militari da Henry Lawrence.
Il trattato impose controlli sulle dimensioni dell'esercito di Lahore e la confisca di trentasei cannoni. Il controllo dei fiumi Sutlej e Beas e di parte del fiume Indo passò ai britannici, con la clausola che ciò non doveva interferire con il passaggio delle imbarcazioni passeggeri di proprietà del governo di Lahore.
I britannici chiesero il pagamento di 15 milioni di rupie (1.5 crore) quale risarcimento per i costi della guerra. Non essendo in grado di pagare immediatamente l'intera somma, il governo di Lahore cedette alcuni territori, tra cui l'Hazara e Kashmir, per un valore equivalente a 10 milioni di rupie (un crore). Al maharaja fu comunque richiesto di pagare immediatamente 6 milioni di rupie (60 lakh).
Il trattato prevedeva che a Gulab Singh sarebbe stata riconosciuta, con un accordo separato tra lui e il Governo britannico, la sovranità indipendente su alcuni territori e distretti. Su tale base, con la firma del trattato di Amritsar del 16 marzo 1846, i britannici vendettero a Gulab Singh tutte le regioni collinari tra il fiume Beas e l'Indo, compreso il Kashmir.
L'11 marzo 1846, due giorni dopo la firma del trattato di Lahore e su richiesta dal durbar di Lahore, le stesse parti firmarono un supplemento, costituito da un accordo di otto articoli. L'accordo prevedeva che una forza britannica sarebbe rimasta a Lahore fino alla fine dell'anno "allo scopo di proteggere la persona del maharajah e gli abitanti della città di Lahore, durante la riorganizzazione dell'esercito sikh". L'esercito sikh avrebbe lasciato la città, alle truppe britanniche sarebbero stati forniti alloggi convenienti e il governo di Lahore avrebbe pagato le spese extra. L'accordo prevedeva inoltre che i britannici avrebbero rispettato i diritti in buona fede degli jagirdars nei territori di Lahore e avrebbero assistito il governo di Lahore nel recupero delle entrate arretrate dovute dai kardar e dagli amministratori dei territori ceduti in base alle disposizioni del trattato di Lahore.

## Trattato di Bhyroval

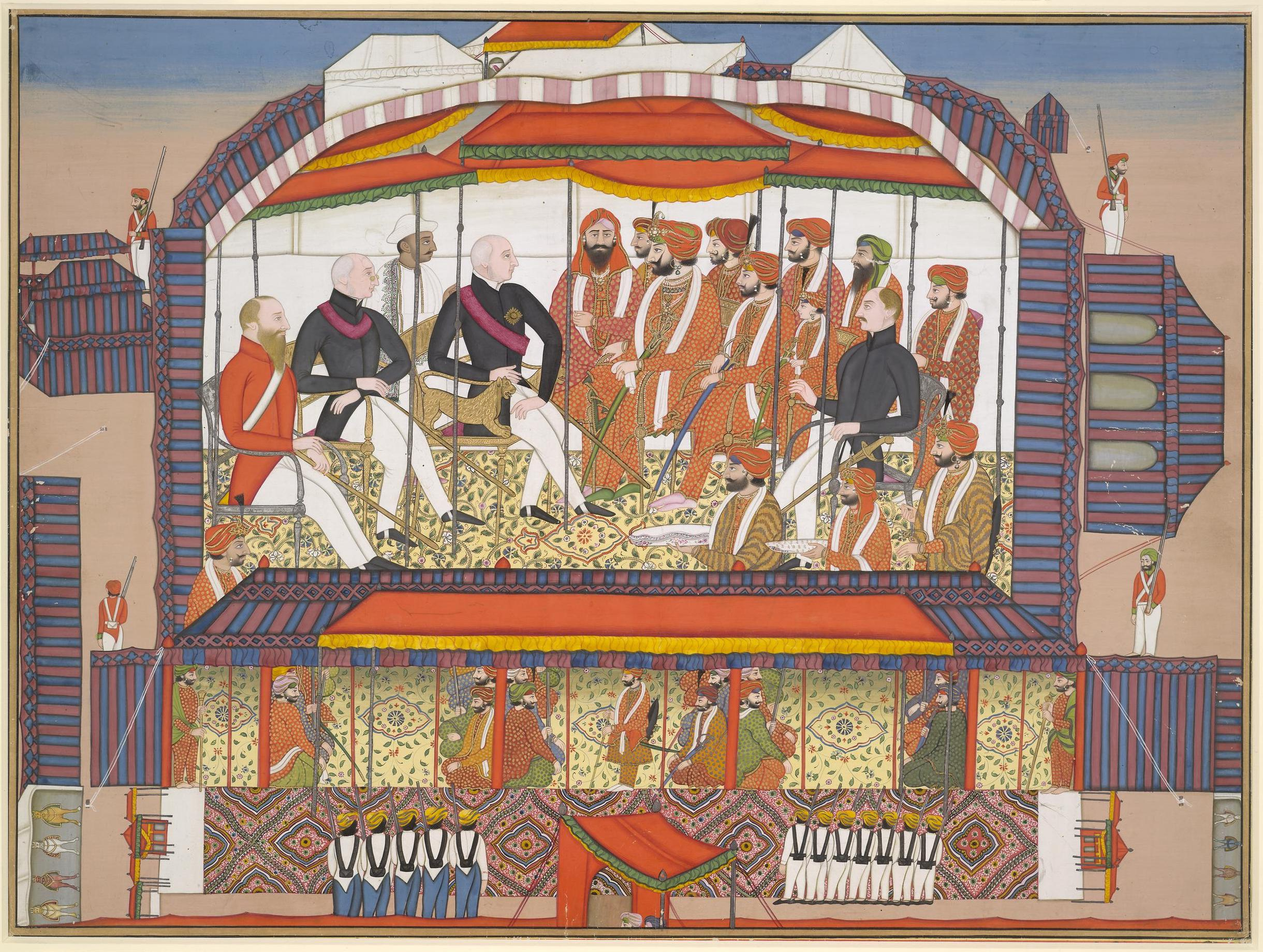
La firma del trattato di Bhyrowal, il

Al termine del 1846, quando si avvicinò il momento della partenza dei britannici, il durbar chiese che le loro truppe rimanessero fino a quando il maharaja non avesse compiuto 16 anni. I britannici acconsentirono e vennero redatti nuovi articoli di accordo, che formarono il trattato di Bhyroval. Questo fu firmato il 16 dicembre 1846 da Currie, Lawrence e 13 membri del Durbar e ratificato il 26 dicembre 1846 da Hardinge e dal maharaja.
Una condizione fondamentale del trattato era che un ufficiale britannico residente, con un'efficiente struttura di assistenti, doveva essere nominato dal Governatore generale per rimanere a Lahore, con "piena autorità di dirigere e controllare tutte le questioni in ogni dipartimento dello Stato". La reggente, maharani Jind Kaur, madre Duleep Singh, ricevette una pensione annua di 150.000 rupie e fu sostituita da un consiglio di reggenza composto dai principali capi e sardār, che agivano sotto il controllo e la guida del residente britannico.